# Henri de Nordheim
Henri de Nordheim ou de Northeim  dit « le Gras » (en allemand : Heinrich der Fette), né vers 1055 et mort assassiné avant le 10 avril 1101, fut à partir de 1083 comte dans le Rittigau en Saxe et de l'Eichsfeld voisine en Thuringe, ainsi que margrave de Frise de 1099 jusqu'à sa mort.

## Biographie
Henri est le fils aîné du comte Otton de Nordheim (mort en 1083) et de son épouse Richenza, possiblement une fille du duc Otton II de Souabe de la lignée des Ezzonides. À la suite du décès de son père, il prit ses possessions dans le Rittigau et l'Eichsfeld, ce qui en a fait un des plus influents féodaux saxons de son époque. 
En 1086, il épouse Gertrude de Brunswick dite « la Jeune », fille du margrave Egbert Ier de Misnie et veuve du comte Thierry II de Katlenbourg (mort en 1085). Il unit ainsi les domaines des comtes de Katlenbourg et des Brunonides avec ceux de Nordheim. Des comtes de Bilstein, il hérite également des terres dans la vallée de la Werra où il devient le seul féodal. Ensuite il est nommé bailli de Helmarshausen et fonde l'abbaye bénédictine de Bursfelde sur la Weser supérieure en 1093. 
À la suite de la révolte des Saxons, dans la situation de la guerre civile des années quatre-vingt, Henri se range aux côtés de l'antiroi Hermann de Salm, avec qui il est allié par des liens de parenté. En 1086 lui et ses frères cadets Kuno et Siegfried changent de camp et rallient celui de Henri IV, roi des Romains. Par la suite, il a pu accroître ses possessions.
L'épouse d'Henri, Gertrude de Brunswick, est la seule sœur du margrave Egbert II de Misnie, dont l'union est restée stérile. Par le droit de son épouse, Henri reçoit à la mort d'Egbert II en 1090 ses comtés situés en Frise, alors que la fonction de margrave de Misnie est attribuée par l'empereur Henri IV à la maison de Wettin en la personne de Henri Ier qui était déjà margrave de Lusace.  
Les comtés en Frise avaient cependant été confisqués à Egbert II, après sa rébellion contre Henri IV en 1089, et sont administrés par  Conrad, l'évêque d'Utrecht. Lorsque Conrad est assassiné en 1099 l'empereur restitue finalement les comtés à Henri le Gras. Il tente immédiatement de contrôler la navigation des marchands de Frise et ignore les  privilèges accordés à la cité de Staveren. L'Église se sent elle aussi menacée par Henri, et s'allie avec les commerçants de la cité. Ces derniers feignent de rester en bons termes avec lui ; il perçoit toutefois la menace et tente de s'enfuir par bateau. Selon les chroniques d'Ekkehard d'Aura, son navire est attaqué en mer et coulé ; Henri a trouvé la mort dans le naufrage, tandis que son épouse réussit à échapper de peu de la perte de sa vie. 

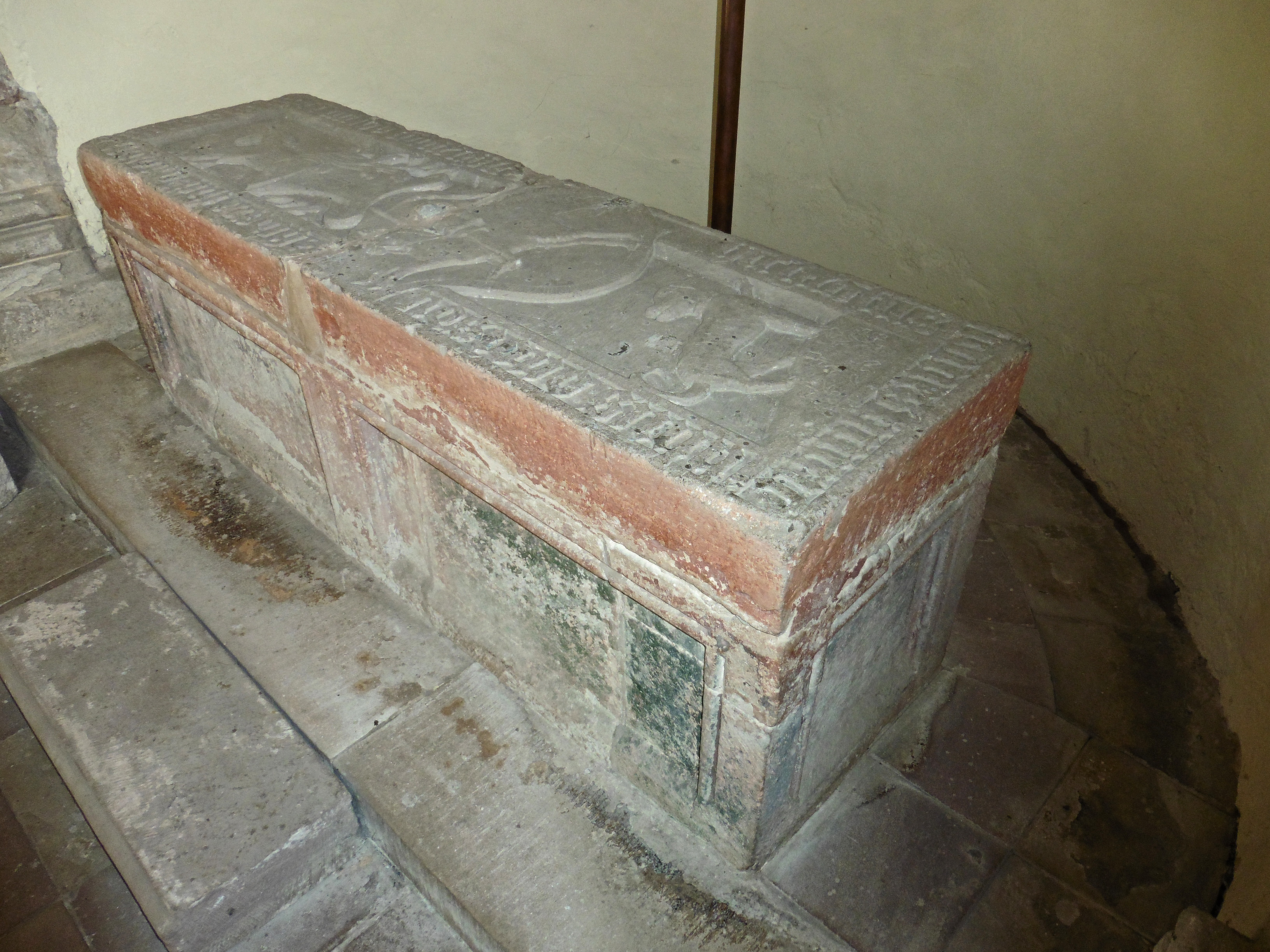
Tombe de Henri à Bursfelde.

La date de sa mort n'est pas connue avec précision mais il fut inhumé à l'abbaye de Bursfelde le 10 avril 1101. Sa veuve Gertrude se remarie avec le margrave Henri Ier de Misnie de la maison de Wettin, qui avait succédé à son frère Egbert II.

## Postérité
Henri Le Gras et Gertrude laissent trois enfants :
- Otto III de Nordheim (1086/88-1117), successeur de son père ;
- Richenza (1086/87-1141) qui hérite les domaines de Katlenbourg et ceux des Brunonides qui se trouvent unie avec ceux des Welf par son mariage avec Lothaire de Supplinbourg, duc de Saxe et futur empereur ;
- Gertrude (vers 1090 – avant 1165), héritière de Bentheim et Rheineck. qui épouse successivement deux comtes palatins du Rhin; d'abord Siegfried de Weimar-Orlamünde (mort en 1113) puis Otto Ier de Salm.

Après la mort de Richenza, le patrimoine familial passe à sa fille Gertrude de Saxe (1115-1143), l'épouse du duc Henri le Superbe et la mère de Henri le Lion.